# サービスデザイン
サービスデザイン（英：Service_design）とは、サービスの質と、サービス提供者と顧客の間のインタラクションの改善を目的として、人・インフラ・コミュニケーション、そしてサービスを構成する有形の要素をプランニングし、まとめあげる活動である。
多くの観察をまとめて、スケッチやサービスプロトタイプなどで、コンセプトやアイディアを視覚的に表現する。

## サービスデザインの歴史
サービスデザインの初期（Shostak 1982; Shostack 1984）には、サービスをデザインする活動はマーケティングや経営の領域の一部だと考えられていた。例えば、Shostack(1982)は有形（製品）と無形（サービス）を1つにしたデザインを提案した。Shostackによれば、このデザインプロセスはサービスの一連のイベントと欠かせない機能をマップ化した「サービスブループリント」を使って客観的かつ明示的な方法で成文化し、ドキュメント化することができる。

### 年表
- 1991年にドイツのケルン国際美術大学（Köln International School of Design）のMichael Erlhoff教授によって、サービスデザインはデザイン分野として初めて紹介された
- 2001年、LiveworkとEngine Service Design(初めてのサービスデザインコンサルタント）がロンドンで法人向けに開業
- 2004年、サービスデザインに関わる大学とプロフェッショナルの国際的なネットワークを形成するために、ケルン国際美術大学、カーネギーメロン大学、リンショーピング大学（スウェーデン）、ミラノ工科大学、ドムスアカデミー（イタリア）によりService Design Networkが発足

### Service Design Networkの最初の共同マニフェスト
共同マニフェストには、サービスデザインとそのアプローチについて次のように記されている。

「サービスデザイン」は発展途上の領域であり、サービスの生産性と品質を劇的に変えうる既にある知識の固まりである。
サービスデザインは、以下の目的のためにシステマティックでクリエイティブなアプローチを提供する。

- サービスを提供する組織が競争優位になるというニーズを満たす
- 顧客の中に現れつつある選択と品質に関する期待を満たす
- サービスの創造、提供、消費の可能性が増えるような技術革新を利用する
- 緊迫する環境・社会・経済の持続可能性に関する問題を解決する
- 革新的な社会モデルと行動を育てる
- 知識を共有し、学習する

（中略）
サービスデザインのアプローチは、他アプローチよりもサービスの特定のデザインニーズを指向しており、デザイン文化に根付いたものである。
サービスデザイナーは次のような重要な能力で成果をあげる。
- 他の人には見えず、まだ存在していないリューションを心に描き、視覚化し、表現し、振り付ける
- ニーズと行動を観察・解釈し、実現可能な未来のサービスへ変換する
- 経験を言語化し、デザインの品質を表現・評価する
- サービスデザインの狙いは、サービスを有用で便利で、魅力的で、効果的で、効率的なものにすることである。
- サービスデザインは成功の鍵として、顧客経験とサービスとの接点の質に、焦点をあてている。

サービスデザインは、戦略的なシステム・プロセスとタッチポイントの設計を統合して考える全体的なアプローチである。
サービスデザインはシステマティックなプロセスを繰り返し、各学習サイクルでユーザー中心でチームベースのアプローチや手法を分野を超えて統合するものである。
これらは、当時の暫定的な定義であり、その後も発展を続けているものだが、定義の基礎になるものでもある。